# Coelioxys luangwana
Coelioxys luangwana is een vliesvleugelig insect uit de familie Megachilidae. De wetenschappelijke naam van de soort is voor het eerst geldig gepubliceerd in 1939 door Cockerell.